# 漸縮比

圖中所示為翼尖，平均空氣動力弦長，與翼根

漸縮比（常用符號）為航天工程名詞，表示飛行器機翼之翼尖（wing tip，ct）與翼根（wing root，cr）長度之比值（λ≡ct/cr）。
橢圓翼有著較少的附加阻力，在1930年代時，二戰的飛機常常採用橢圓翼。由於橢圓翼製作成本高昂，因此現代飛行器皆改採用由平直翼修改成，有漸縮比的機翼。有漸縮比的機翼，在減少附加阻力的效果上與橢圓翼相當，製作又比較簡單。一般機翼的附加阻力在機翼的漸縮比為0.3左右時最小。